# بختيشوع بن جبريل
بختيشوع بن جبريل طبيب عراقي نسطوري ينتمي لعائلة بختيشوع السريانية ، توفي عام 256 هـ / 870م كان طبيب المتوكل.

## مقالات ذات علاقة
- بختيشوع

## وصلات خارجية
- لقراءة النسخ الأصلية من مؤلفات أسرة بختيشوع من المكتبة البريطانية